# Radio Televisión Madrid
Radio Televisión Madrid, S. A. (RTVM) es una empresa pública de radiodifusión dependiente de la Comunidad de Madrid (España). Sus principales áreas de actividad son en el ámbito televisivo, la producción audiovisual de los canales Telemadrid y La Otra y en el ámbito radiofónico, la emisora de FM Onda Madrid.
Afiliada a la FORTA desde su nacimiento, comenzó su actividad el 2 de mayo, Día de la Comunidad de Madrid, de 1989.

## Historia

### Nacimiento del Ente Público
En abril de 1984, Joaquín Leguina, presidente de la Comunidad de Madrid, sugiere la creación del Ente Público de Radiotelevisión Madrid para iniciar en breve las emisiones de un canal autonómico a semejanza de los de otras comunidades autónomas como Cataluña (TV3) o País Vasco (ETB). Tras un intenso debate entre los grupos que forman la cámara, el Ente se crea finalmente el 30 de junio de ese mismo año mediante la Ley 13/1984.
El 18 de febrero de 1985 comienza sus emisiones la radio Onda Madrid en el 101.3 FM, oficializándose el 1 de marzo. Sin embargo, no fue hasta 1987 cuando el Ente Público Radio Televisión Madrid, a través de su director general en funciones, Jorge Martínez Reverte, propone la creación de un canal autonómico de televisión acogiéndose a lo dispuesto en la Ley del Tercer Canal de Televisión. Tras varios debates entre los cuatro grupos que formaban parte del Consejo de Administración, el 11 de abril de 1988, el Ente Público Radio Televisión Madrid  eligió mediante un acuerdo entre PSOE y Alianza Popular, a Miguel Ángel Aguilar, entonces director de la Agencia EFE, como presidente del Consejo. Tras renunciar al cargo al día siguiente alegando "falta de consenso entre los grupos" (el CDS votó en contra), se escoge como presidente a Javier García Fernández, director de Visa España.
Sin embargo, el cargo de director general quedaba vacante. Tras el rechazo por parte de CDS a la designación de Antonio Martín Benítez, el 29 de octubre de 1988 se propuso a Pedro Erquicia como director general de Telemadrid. El nombramiento es aprobado por unanimidad. Tampoco pudo lograrse el emplazamiento de una sede fija, en este caso debido a la falta de acuerdo al respecto entre el Ayuntamiento de Madrid y la Comunidad. En un primer momento, Javier García firmó un convenio con la Agencia EFE para emplear un piso del edificio como sede provisional.
El 13 de abril de 1989, Telemadrid comenzó a emitir una carta de ajuste a través del canal 51 del UHF. El 2 de mayo de 1989, Día de la Comunidad de Madrid, comenzó sus emisiones en periodo de pruebas a las 17:45 horas, con la emisión de una pieza de presentación de la cadena, una corrida de toros de la Feria de San Isidro, un reportaje documental y la película Ben-Hur. Finalmente, el 2 de octubre de 1989, inició sus emisiones regulares con un saludo del rey, Juan Carlos I y con una programación desde las 18:00 horas hasta la medianoche. Además, ese mismo se puso en marcha el primer espacio de producción propia: el Telenoticias, los servicios informativos dirigidos por Fermín Bocos y presentados por Hilario Pino.

### Otras fechas posteriores

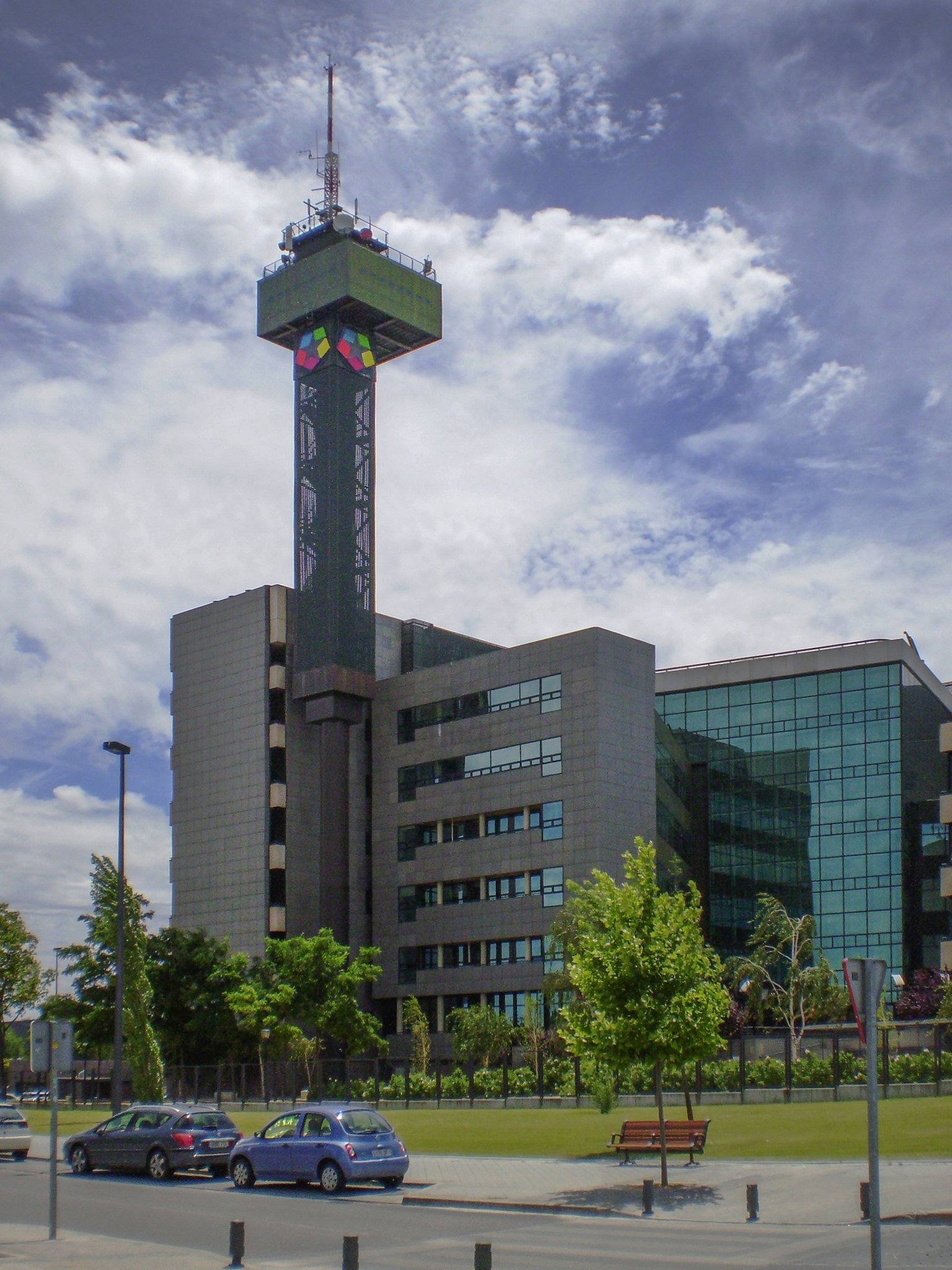
Sede de Radio Televisión Madrid en la Ciudad de la Imagen, en Pozuelo de Alarcón.

- 10 de marzo de 1991: Telemadrid inicia su servicio de teletexto.
- 2 de mayo de 1992: Telemadrid permite la posibilidad de emisión de 2 canales de audio en algunas series con el sistema Dual, permitiendo la versión doblada o la versión original en sus películas extranjeras.
- 28 de mayo de 1993: La cadena sufre un atentado del grupo terrorista GRAPO en la sede que comparte con la Agencia EFE en la calle Espronceda, que les obliga a suspender varios programas y a emitir sus informativos en la calle durante ese día.
- Abril de 1994: Teleempleo, programa de servicio público de Telemadrid, inicia sus emisiones. A su término en 1998, el programa proporcionó más de 14.000 ofertas.
- 1 de julio de 1995: Cambio en Telemadrid: Alberto Ruiz-Gallardón pone al frente de la dirección general a Juan Luis Ruiz de Gauna (anterior directivo de Prisa) y promete intentar durante su legislatura la privatización parcial del canal, algo que no consigue debido a la Ley del Tercer Canal de Televisión.
- 6 de mayo de 1997: Telemadrid y Onda Madrid inauguran su sede propia en la Ciudad de la Imagen, en Pozuelo de Alarcón y abandonan su sede alquilada en el edificio de la Agencia EFE de la calle Espronceda y de la calle García de Paredes, respectivamente. A pesar de planificarse ese emplazamiento desde 1990, las obras no comenzaron hasta 1994. Fue inaugurado por el entonces Príncipe de Asturias, Felipe de Borbón y Grecia y fue declarado de Especial Interés en el Día Mundial de la Arquitectura.
- Junio de 1997: Telemadrid pone en marcha su versión internacional, Telemadrid Sat, que emite la producción propia del primer canal y desde 2001, también de La Otra. Desde el año 2001 emite a través del satélite Astra.
- 11 de diciembre de 1997: Telemadrid crea junto con Caja Madrid y el Canal de Isabel II la sociedad Multipark, con un capital de 12.500 millones de pesetas, y que meses después tendría la propiedad de los canales temáticos Telemadrid Sat, Canal Ella, Tribunal TV y Canal Cocina.
- 8 de septiembre de 2000: Onda Madrid cambia de nombre y pasa a denominarse Telemadrid Radio.
- 1 de octubre de 2000: La empresa comenzó sus emisiones en el nuevo sistema de Televisión digital terrestre. A partir de entonces, la transmisión de Telemadrid en el sistema analógico se completaría con la emisión en digital de la cadena. Además, ese mismo día se iniciaron exclusivamente en el sistema digital, las transmisiones de La Otra, el segundo canal autonómico de la Comunidad de Madrid.
- 30 de septiembre de 2000: El gobierno de José María Aznar no prevé cambios en la Ley del Tercer Canal de Televisión, días después de que Ruiz-Gallardón anunciase sus intenciones de privatizar Telemadrid, por lo que esta queda suspendida.
- 17 de enero de 2001: Gallardón destituye al director general Silvio González, por la emisión en el programa "30 Minutos" de un documental sobre el terrorismo en el País Vasco por su enfoque y pone en su lugar al presidente de la Asociación de la Prensa de Madrid, Francisco Giménez Alemán.
- Febrero de 2001: Telemadrid retira de su parrilla el programa de corazón "Tómbola", uno de los que daba más audiencia al canal pero acusado de fomentar la telebasura. Esta retirada provocó la compra del programa por parte del canal local Canal 7, que el día de su estreno logró ser líder de audiencia en Madrid.
- Marzo de 2001: El día 19 empiezan las emisiones de La Otra a través de la TDT, con una programación propia y alternativa basada en las artes, el diseño, la música, los espectáculos y la cultura en general; su referencia es el programa "Básico".
- 9 de septiembre de 2001: Telemadrid cambia su imagen corporativa, variando los colores de su logotipo tradicional y estilizándolo. El cambio viene acompañado de una remodelación en buena parte de la programación.
- 12 de diciembre de 2003: Esperanza Aguirre nombra como director general a Manuel Soriano, su anterior jefe de prensa cuando ella era presidenta del Senado.
- 14 de septiembre de 2004: Onda Madrid recupera su nombre original.
- 16 de septiembre de 2005: La Otra empieza a emitir en analógico ilegalmente sin la licencia preceptiva, enfrentándose al Ministerio de Industria. La apertura del canal es aprovechada para reestructurar la programación de la misma.
- 1 de junio de 2013: Telemadrid cierra su servicio de Teletexto debido principalmente a la caída de ingresos obtenidos a través de la publicidad.
- 23 de diciembre de 2015: El Ente Público Radio Televisión Madrid es transformado en una sociedad anónima de capital 100% público tras la aprobación en la Asamblea de Madrid de una nueva ley sobre la empresa. La norma fue aprobada con los votos a favor de PP y Ciudadanos. PSOE y Podemos votaron en contra.

### Actualidad
Tras la llegada de Esperanza Aguirre al gobierno de la Comunidad de Madrid en 2003, tanto el PSOE como diversos sindicatos han puesto en duda la imparcialidad de los servicios informativos de la cadena, hecho desmentido por el gobierno autonómico, lo que desembocó en varias acciones por parte de la oposición. Así en 2006 se inició un conflicto laboral por parte de UGT, CGT y CC. OO., que finalmente denunciaron ante la Comisión de Peticiones del Parlamento Europeo, una supuesta vulneración del artículo 11 de la Carta de Derechos Fundamentales de la UE, por el tratamiento informativo de la cadena. La Eurocámara rechazó y archivó dicha denuncia en julio de 2007. El 14 de abril de ese año llegó a formarse un partido político, Salvemos Telemadrid, formado por los propios sindicatos de la cadena. Su principal objetivo fue el de denunciar la manipulación en la información de la emisora.
Por su parte, la Federación de Mujeres Progresistas presentó en junio de 2005, una querella por acoso sexual contra el director general del Ente, Manuel Soriano, en la persona de Noelia del Val Curiel, secretaria de dirección de la cadena, al tiempo que exigía la dimisión de Soriano. La querella fue archivada en enero de 2008 por no cumplir en ninguna medida, los criterios de veracidad necesarios para sustentar la acusación. Finalmente, el PSOE decidió boicotear a la cadena en febrero de 2007.
En abril de 2007 la cadena emitió el reportaje "Ciudadanos de segunda". El programa realizado por El Mundo Televisión, incluía grabaciones con cámara oculta y declaraciones del profesor Francisco Caja, que denunció agresiones por defender el español en la vida pública y de comerciantes de Barcelona sobre las sanciones impuestas por rotular sus establecimientos en castellano. A ello se añadían entrevistas al actor Joel Joan, el periodista Miquel Calçada y la entonces directora de la Biblioteca Nacional, Rosa Regàs, quienes defendían su idea de unos 'Países Catalanes' independientes del resto de España.
El documental provocó la reacción airada de los partidos catalanistas, mientras que otros como Ciudadanos aseveraron el contenido del programa. Diversos políticos catalanes del PP los compararon con los contenidos 'no correctos' o 'llenos de tópicos' de TV3 y ERC exigió que la Generalidad de Cataluña 'actuara' contra Telemadrid.

## Actividades

### Televisión
| Logo | Canal                         | Inicio de transmisiones       | Formato de imagen |
| ---- | ----------------------------- | ----------------------------- | ----------------- |
|      | Telemadrid Canal generalista. | 2 de mayo de 1989 (35 años)   | HD y HDR          |
|      | La Otra Canal generalista.    | 19 de marzo de 2001 (24 años) | HD                |

### Televisión para el exterior
| Logo | Canal | Inicio de transmisiones       | Formato de imagen |
| ---- | --- | ----------------------------- | ----------------- |
|      | Telemadrid INT Canal generalista para el exterior de la Comunidad de Madrid y el extranjero. (Plataformas de televisión de pago fuera de la Comunidad de Madrid, satélite, Internet y Televisión digital terrestre) viene a sustituir a Telemadrid SAT y Telemadrid Multiplataforma. | 3 de febrero de 2020 (5 años) | HD y SD           |

### Canales Extintos
| Logo | Canal | Inicio de transmisiones            | Cese de transmisiones         | Formato de imagen |
| ---- | --- | ---------------------------------- | ----------------------------- | ----------------- |
|      | Telenoticias Canal de televisión por cable que emitía noticias de los canales de la FORTA, constituida, en aquel momento, por ETB, TV3, TVG, Telemadrid, Canal Sur TV y Canal 9.      | 15 de septiembre de 1997 (27 años) | 31 de julio de 1998 (26 años) | SD                |
|      | Telemadrid SAT Canal generalista para el exterior de la Comunidad de Madrid y el extranjero. (Plataformas de televisión de pago fuera de la Comunidad de Madrid, satélite e Internet) | 15 de septiembre de 1997 (27 años) | 1 de enero de 2013 (12 años)  | SD                |

### Radio
| Logo | Emisora                          | Inicio de transmisiones         | Formato            |
| ---- | -------------------------------- | ------------------------------- | ------------------ |
|      | Onda Madrid Emisora generalista. | 18 de febrero de 1985 (40 años) | TDT, Internet y FM |

## Presupuesto
La aportación de la Comunidad ha evolucionado según los datos que se indican en la siguiente tabla (en millones
de euros):
| Año                  | 1991  | 1992  | 1993  | 1994  | 1995  | 1996  | 1997  | 1998  | 1999  | 2000  |
| -------------------- | ----- | ----- | ----- | ----- | ----- | ----- | ----- | ----- | ----- | ----- |
| Presupuesto          | 4,81  | 15,03 | 44,87 | 49,82 | 63,58 | 89,25 | 60,70 | 59,50 | 58,90 | 58,3  |
| Cuota (AIMC)         |       |       |       |       |       |       |       |       |       | 2,8%  |
| Cuota (Kantar Media) |       |       | 18,8% | 17,8% | 20%   | 19%   | 20,3% | 20,6% | 20,0% | 19,7% |
| Año                  | 2001  | 2002  | 2003  | 2004  | 2005  | 2006  | 2007  | 2008  | 2009  | 2010  |
| Presupuesto          | 49,28 | 63,40 | 63,20 | 73,40 | 69,35 | 92,81 | 79,89 | 81,5  | 81,5  | 81,5  |
| Cuota (AIMC)         | 2,7%  | 2,4%  | 2,3%  | 2,0%  | 2,1%  | 1,4%  |       |       |       |       |
| Cuota (Kantar Media) | 17,8% | 17,2% | 17,1% | 14,9% | 14,4% | 11,6% | 10,7% | 10,5% | 9,7%  | 8,0%  |
| Año                  | 2011  | 2012  | 2013  | 2014  | 2015  | 2016  | 2017  | 2018  | 2019  | 2020  |
| Presupuesto          | 79    | 86    | 70,98 | 69,87 | 68,78 | 67,9  | 67,9  | 70,3  | 83    | 81,7  |
| Cuota (AIMC)         |       |       |       |       |       |       |       |       |       |       |
| Cuota (Kantar Media) | 6,4%  | 5,3%  | 3,8%  | 4,2%  | 4,1%  | 4,8%  | 4,1%  | 4,7%  | 5,1%  | 5,4%  |
| Año                  | 2021  | 2022  | 2023  | 2024  | 2025  | 2026  | 2027  | 2028  | 2029  | 2030  |
| Presupuesto          | 83    | 77    | 75    | 79    |       |       |       |       |       |       |
| Cuota (AIMC)         |       |       |       |       |       |       |       |       |       |       |
| Cuota (Kantar Media) | 5,2%  | 5,0%  | 4,8%  |       |       |       |       |       |       |       |

Fuente: Presupuestos y cuentas anuales de RTVM, AIMC (Resumen General EGM: Año móvil: febrero - noviembre) y Kantar Media - Barlovento Comunicación (Boletín Mensual de Audiencia de Medios).
El gasto público del Ente aumentó significativamente en la década del 2000, a pesar de que la cadena no posee los derechos de emisión de la Liga de Primera División. Los progresivos aumentos de presupuesto no se han correspondido con aumentos en la cuota de audiencia, ya que la audiencia de la cadena registra sus datos más bajos desde el comienzo de sus emisiones.
En 2006 la deuda acumulada por la empresa era de 100 millones de euros (unos 17.000 millones de las antiguas pesetas).